# Kitty ter Braake
Catherina Elizabeth „Kitty” ter Braake, po mężu Horn (ur. 19 grudnia 1913 w Amsterdamie, zm. 20 czerwca 1991 tamże) – holenderska lekkoatletka, płotkarka i sprinterka, medalistka mistrzostw Europy z 1938.
Na igrzyskach olimpijskich w 1936 w Berlinie zajęła 5. miejsca w biegu na 80 metrów przez płotki i w sztafecie  × 100 metrów (w składzie: ter Braake, Fanny Koen, Ali de Vries i Lies Koning).
Na mistrzostwach Europy w 1938 w Wiedniu zdobyła brązowy medal w biegu na 80 metrów przez płotki, przegrywając jedynie z  Claudią Testoni z Włoch i Lisą Gelius z Niemiec.
Była mistrzynią Holandii w biegu na 80 metrów przez płotki w 1937 i 1938.
Dwukrotnie poprawiała rekord Holandii w tej konkurencji do czasu 11,7 s, uzyskanego 19 sierpnia 1936 w Wuppertalu. Jej rekord życiowy w biegu na 100 metrów wynosił 12,3 s i został ustanowiony 10 lipca 1938 w Rotterdamie.